# ليا بيدر
ليا بيدر (مواليد 1939)، أستاذة علم النفس الطبي، وتعتبر واحدة من مؤسسي علم الأورام النفسي. وهي مديرة علم الأورام النفسي في معهد شرشيريت للأورام في مركز هداسا الطبي في القدس. بيدر عضو أيضاً في اتحاد الشرق الأوسط للسرطان. تدير بيدر ورشة عمل في علم الأورام النفسي لتوسيع المجال.

## التعليم
ولدت بيدر ونشأة في بوينس آيرس، الأرجنتين. تخرجت مع درجة البكالوريوس في التعليم 1957 من جامعة بوينس آيرس. في عام 1963، تخرجت من درجة الـ «ماجي» في علم النفس السريري من جامعة بوينس آيرس. بين عامي 1967-1968، كانت زميلة باحثة في جامعة تافتس وفي جامعة هارفارد. في عام 1973، حصلت على درجة الدكتوراه من جامعة برانديز، حيث كتبت أطروحتها: بنية الأسرة وعملية الموت: دراسة لمرضى السرطان وتفاعلهم الأسري.

## المهنة
بدأت بيدر حياتها المهنية كعالمة نفسية استشارية في المركز الطبي بجامعة بوسطن. ثم أصبحت طبيبة نفسية إكلينيكية في قسم الأورام بمستشفى شاتوك، بينما كانت تدير علاجًا جماعيًا لإدمان المخدرات في المركز الطبي بجامعة بوسطن.  ثم أصبحت المشرفة على «برنامج التدريب على العلاج الأسري» التابع للمركز الطبي بجامعة بوسطن.ثم انتقلت إلى إسرائيل وأصبحت زميلة بعد الدكتوراه في المركز الطبي بجامعة تل أبيب في طب الأسرة.

### علم الأورام النفسي
في عام 1982، بنى بيدر قسم علم النفس والأورام في مركز هداسا الطبي في القدس.في عام 2012، أنشأت قسم علم النفس والأورام في مركز أسوتا الطبي الموجود في تل أبيب.  وهي رئيسة سابقة لجمعية الأورام النفسية العالمية. في مايو 2015، شاركت بيدر في ورشة عمل لتعليم الأطباء حول علم الأورام النفسي في مركز تدريب القلب المقدس. في عام 2018، أدارت ورشة عمل أخرى في جامعة بابس. وهي تواصل ممارسة علم الأورام النفسي من خلال تقديم الدعم للنساء من خلال العلاج وشفاء سرطان الثدي.
اعتبارًا من فبراير 2018، تواصل بيدر إدارة ورشة عمل حول علم الأورام النفسي وتدريب الآخرين على ممارستها أيضًا.

## المنشورات والجوائز
وقد حصلت بيدر على جائزة آرثر ساذرلاند التذكارية لعلم الأورام النفسية.في عام 1974، حصلت على زمالة جوجنهايم لأمريكا اللاتينية ومنطقة البحر الكاريبي لعلم النفس. كتبت كتابًا بعنوان السرطان والأسرة، وأصدرت طبعة ثانية من الكتاب. كما نشرت حوالي 200 مقالة في المجلات العلمية مثل الأورام ومستقبل الطب. كما ساعدت في الأبحاث نيابة عن جمعية متعددة الدوليات للرعاية الداعمة في السرطان. هناك ساعدت في مراجعة الأبحاث حول العلامة الحيوية السادسة.

### السرطان والأسرة
واحدة من منشوراتها الأكثر شهرة كان كتابها السرطان والأسرة.الكتاب حول كيف يؤثر السرطان على ديناميكية الأسرة، وكذلك كل فرد من أفراد الأسرة. يناقش كيف يتفاعل الأطفال مع السرطان والمعلومات السريرية الجديدة حول الدور الذي تلعبه الأسرة في علاج السرطانوالتعافي.